# Búcsúkoncert (Bonanza Banzai-album)
A Búcsúkoncert a Bonanza Banzai koncertfelvétele, melyet magnókazettán és CD-n 1995-ben adtak ki. A felvételt az együttes 1994. november 12-i Budapest Sportcsarnokban adott búcsúkoncertjén rögzítették. A zenét Hauber, Kovács és Menczel közösen jegyzik, a dalszöveg Kovács Ákos szerzeménye.

## Előadók
- Hauber Zsolt: szintetizátor, effektek
- Kovács Ákos: ének, vokál, gitár, zongora
- Menczel Gábor: szintetizátor, program

## Az album dalai
|     | Cím                      | Hossz |
| --- | ------------------------ | ----- |
| 1.  | "Jóslat"                 | 4'38  |
| 2.  | "Evlyn Roe"              | 4'44  |
| 3.  | "Érints meg"             | 4'19  |
| 4.  | "Újra élsz"              | 3'35  |
| 5.  | "Térj vissza"            | 4'03  |
| 6.  | "Ladies from That House" | 4'56  |
| 7.  | "Barátom"                | 4'56  |
| 8.  | "Dúdolni halkan"         | 3'34  |
| 9.  | "Tánc"                   | 3'39  |
| 10. | "Nem ér semmit a dal"    | 3'58  |
| 11. | "Nézz rám"               | 3'41  |
| 12. | "Kezemet nyújtom"        | 4'15  |